# Список кавалерів ордена Свободи

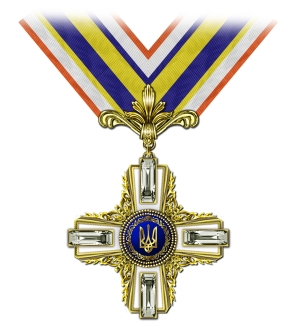
Орден Свободи

Це список осіб, нагороджених орденом Свободи у хронологічному порядку. 1 серпня 2025 року загальне число нагороджених сягнуло 86. Інформація наводиться відповідно до Указів Президента України щодо нагородження.
Орден Свободи — державна нагорода України, встановлена для відзначення громадян за видатні та особливі заслуги в утвердженні суверенітету та незалежності України, консолідації українського суспільства, розвитку демократії, соціально-економічних та політичних реформ, відстоюванні конституційних прав і свобод людини і громадянина.

## Статистика
Статистика наведена за станом на 2 серпня 2025 року.
| Країна          | К-сть осіб |
| --------------- | ---------- |
| Україна         | 57         |
| Азербайджан     | 1          |
| Аргентина       | 1          |
| Бразилія        | 1          |
| Велика Британія | 2          |
| Данія           | 2          |
| Італія          | 1          |
| Латвія          | 1          |
| Литва           | 3          |
| Казахстан       | 1          |
| Канада          | 3          |
| Німеччина       | 2          |
| Польща          | 1          |
| Португалія      | 1          |
| Росія           | 1          |
| Словенія        | 1          |
| Туреччина       | 1          |
| США             | 4          |
| Франція         | 1          |
| Швеція          | 1          |

Загалом нагороджено 86 осіб, з них 79 чоловіків і 7 жінок.
57 осіб є громадянами України, 29 — іноземці, восьмеро з яких на момент нагородження були кавалерами ордена князя Ярослава Мудрого I ступеня (у таблиці позначені ).
72 особи нагороджені за життя, 14 — посмертно.
За роками
За Президентами України
| Президент                 | Строк повноважень               | Кількість нагороджених |
| ------------------------- | ------------------------------- | ---------------------- |
| Віктор Ющенко             | 23 січня 2005 — 25 лютого 2010  | 22                     |
| Віктор Янукович           | 25 лютого 2010 — 22 лютого 2014 | 8                      |
| Олександр Турчинов (в.о.) | 23 лютого 2014 — 7 червня 2014  | 0                      |
| Петро Порошенко           | 7 червня 2014 — 20 травня 2019  | 37                     |
| Володимир Зеленський      | з 20 травня 2019                | 19                     |

## 2008
| № п/п | Фото | Особа                           | Країна  | Рід діяльності/посада                                                      | Підстава | Дата              | Указ  |
| ----- | ---- | ------------------------------- | ------- | -------------------------------------------------------------------------- | --- | ----------------- | ----- |
| 1     |      | Його Величність Карл XVI Густаф | Швеція  | Король Швеції                                                              | За визначні особисті заслуги у розвитку українсько-шведських відносин, відстоювання ідеалів свободи і демократії                                                                                          | 29 вересня 2008   | [ 2 ] |
| 2     |      | Захаров Євген Юхимович          | Україна | Голова правління Української Гельсінської спілки з прав людини, м. Харків. | За багаторічну активну правозахисну діяльність, відстоювання прав людини, вагомий внесок у відтворення історичної правди та з нагоди Дня Свободи                                                          | 25 листопада 2008 | [ 3 ] |
| 3     |      | Сверстюк Євген Олександрович    | Україна | письменник, правозахисник, м. Київ                                         | За видатні заслуги в утвердженні суверенітету та незалежності України, мужність і самовідданість у відстоюванні прав і свобод людини, плідну літературно-публіцистичну діяльність та з нагоди Дня Свободи | 25 листопада 2008 | [ 4 ] |
| 4     |      | Хмара Степан Ількович           | Україна | правозахисник, громадський і політичний діяч, м. Львів                     | За громадянську мужність, самовідданість у боротьбі за утвердження ідеалів демократії та з нагоди Дня Свободи                                                                                             | 25 листопада 2008 | [ 5 ] |
| 5     |      | Маринович Мирослав Франкович    | Україна | правозахисник, проректор Українського католицького університету, м. Львів. | За визначний особистий внесок у відстоювання прав людини, виявлені мужність і самовідданість у боротьбі за свободу і незалежність України, плідну науково-публіцистичну діяльність                        | 31 грудня 2008    | [ 6 ] |

## 2009
| № п/п | Фото          | Особа                                           | Країна   | Рід діяльності/посада                                                                                        | Підстава | Дата              | Указ   |
| ----- | ------------- | ----------------------------------------------- | -------- | --- | --- | ----------------- | ------ |
| 6     |               | Горинь Михайло Миколайович                      | Україна  | правозахисник, м. Київ                                                                                       | За вагомий особистий внесок у справу консолідації українського суспільства, розбудову демократичної, соціальної і правової держави та з нагоди Дня Соборності України                               | 16 січня 2009     | [ 7 ]  |
| 7     |               | Дзюба Іван Михайлович                           | Україна  | академік-секретар Національної академії наук України, м. Київ                                                | За вагомий особистий внесок у справу консолідації українського суспільства, розбудову демократичної, соціальної і правової держави та з нагоди Дня Соборності України                               | 16 січня 2009     | [ 7 ]  |
| 8     | Борис Олійник | Олійник Борис Ілліч                             | Україна  | письменник, м. Київ                                                                                          | За вагомий особистий внесок у справу консолідації українського суспільства, розбудову демократичної, соціальної і правової держави та з нагоди Дня Соборності України                               | 16 січня 2009     | [ 7 ]  |
| 9     |               | патріарх Філарет (Денисенко Михайло Антонович)  | Україна  | предстоятель Української православної церкви Київського патріархату, патріарх Київський і всієї Руси-України | За багатолітню плідну церковну діяльність та утвердження ідеалів духовності, милосердя і злагоди в суспільстві                                                                                      | 23 січня 2009     | [ 8 ]  |
| 10    |               | Франко Петро Михайлович                         | Україна  | голова Львівського обласного товариства політичних в'язнів і репресованих                                    | За вагомий особистий внесок у розвиток конституційних засад української державності, багаторічну сумлінну працю, високий професіоналізм у захисті конституційних прав і свобод людини і громадянина | 23 червня 2009    | [ 9 ]  |
| 11    |               | Адамкус Валдас                                  | Литва    | Президент Литовської Республіки                                                                              | За визначний особистий внесок у розвиток українсько-литовських відносин | 26 червня 2009    | [ 10 ] |
| 12    |               | Калинець Ігор Миронович                         | Україна  | письменник, м. Львів                                                                                         | За громадянську мужність у відстоюванні ідеалів свободи та справедливості, плідну літературну діяльність                                                                                            | 10 липня 2009     | [ 11 ] |
| 13    |               | Шевченко Олесь Євгенович                        | Україна  | правозахисник                                                                                                | За значний особистий внесок у соціально-економічний, культурний розвиток Української держави, вагомі трудові досягнення та з нагоди 18-ї річниці незалежності України                               | 18 серпня 2009    | [ 12 ] |
| 14    |               | Гель Іван Андрійович                            | Україна  | громадський діяч, м. Львів                                                                                   | За вагомий особистий внесок у відродження Української греко-католицької церкви та з нагоди 20-ї річниці виходу її з підпілля                                                                        | 18 вересня 2009   | [ 13 ] |
| 15    |               | Горбаль Микола Андрійович                       | Україна  | колишній політичний в'язень, народний депутат України II скликання                                           | За визначний особистий внесок у відстоювання національної ідеї, становлення і розвиток Української незалежної держави та активну політичну і громадську діяльність                                  | 18 вересня 2009   | [ 14 ] |
| 16    |               | Пашко Атена-Святомира Василівна                 | Україна  | громадська діячка, м. Київ                                                                                   | За визначний особистий внесок у відстоювання національної ідеї, становлення і розвиток Української незалежної держави та активну політичну і громадську діяльність                                  | 18 вересня 2009   | [ 14 ] |
| 17    |               | Плахотнюк Микола Григорович                     | Україна  | колишній політичний в'язень, голова громадської організації «Музей шістдесятництва» у м. Києві               | За визначний особистий внесок у відстоювання національної ідеї, становлення і розвиток Української незалежної держави та активну політичну і громадську діяльність                                  | 18 вересня 2009   | [ 14 ] |
| 18    |               | Червоній Василь Михайлович (посмертно)          | Україна  | народний депутат України I—IV скликань                                                                       | За визначний особистий внесок у відстоювання національної ідеї, становлення і розвиток Української незалежної держави та активну політичну і громадську діяльність                                  | 18 вересня 2009   | [ 14 ] |
| 19    |               | Його Високоповажність да Сілва Луїс Інасіо Лула | Бразилія | Президент Федеративної Республіки Бразилія                                                                   | За визначний внесок у розвиток українсько-бразильського співробітництва | 24 листопада 2009 | [ 15 ] |

## 2010
| № п/п | Фото | Особа                                              | Країна    | Рід діяльності/посада                                                                | Підстава | Дата              | Указ   |
| ----- | ---- | -------------------------------------------------- | --------- | ------------------------------------------------------------------------------------ | --- | ----------------- | ------ |
| 20    |      | Круцик Роман Миколайович                           | Україна   | голова Київської міської організації товариства «Меморіал» імені Василя Стуса        | За вагомий особистий внесок у справу консолідації українського суспільства, розбудову демократичної, соціальної і правової держави та з нагоди Дня Соборності України                        | 20 січня 2010     | [ 16 ] |
| 21    |      | Пронюк Євген Васильович                            | Україна   | голова Всеукраїнського товариства політичних в'язнів і репресованих, м. Київ         | За вагомий особистий внесок у справу консолідації українського суспільства, розбудову демократичної, соціальної і правової держави та з нагоди Дня Соборності України                        | 20 січня 2010     | [ 16 ] |
| 22    |      | Сокульський Іван Григорович (посмертно)            | Україна   | громадсько-політичний діяч, поет, правозахисник, член Української Гельсінської групи | За визначний особистий внесок у боротьбу за незалежність України, самовіддане служіння національній ідеї та відстоювання прав і свобод людини                                                | 10 лютого 2010    | [ 17 ] |
| 23    |      | Його Високоповажність Назарбаєв Нурсултан Абішевич | Казахстан | Президент Республіки Казахстан                                                       | За визначний особистий внесок у розвиток українсько-казахстанського співробітництва | 2 липня 2010      | [ 18 ] |
| 24    |      | митрополит Володимир (Сабодан Віктор Маркіянович)  | Україна   | Предстоятель Української православної церкви, митрополит Київський і всієї України   | За видатні особисті заслуги в утвердженні миру і суспільної злагоди, багатолітню подвижницьку діяльність з відродження духовності та національно-культурної самобутності Українського народу | 23 листопада 2010 | [ 19 ] |

## 2011
| № п/п | Фото | Особа          | Країна | Рід діяльності/посада            | Підстава | Дата           | Указ   |
| ----- | ---- | -------------- | ------ | -------------------------------- | --- | -------------- | ------ |
| 25    |      | Затлерс Валдіс | Латвія | Президент Латвійської Республіки | За значний особистий внесок у подолання наслідків Чорнобильської катастрофи, реалізацію міжнародних гуманітарних програм, багаторічну плідну громадську діяльність | 26 квітня 2011 | [ 20 ] |

## 2012
| № п/п | Фото | Особа                 | Країна  | Рід діяльності/посада | Підстава | Дата          | Указ   |
| ----- | ---- | --------------------- | ------- | --- | --- | ------------- | ------ |
| 26    |      | Патон Борис Євгенович | Україна | Президент Національної академії наук України, директор Інституту електрозварювання імені Є. О. Патона НАН України, академік НАН України, м. Київ | За значний особистий внесок у соціально-економічний, науково-технічний, культурно-освітній розвиток незалежної Української держави, вагомі трудові досягнення, багаторічну сумлінну працю | 21 січня 2012 | [ 21 ] |

## 2013
| № п/п | Фото | Особа                                          | Країна      | Рід діяльності/посада                                                                                   | Підстава | Дата              | Указ   |
| ----- | ---- | ---------------------------------------------- | ----------- | --- | --- | ----------------- | ------ |
| 27    |      | Губерський Леонід Васильович                   | Україна     | Герой України, ректор Київського національного університету імені Тараса Шевченка, академік НАН України | За значний особистий внесок у соціально-економічний, науково-технічний, культурно-освітній розвиток Української держави, вагомі трудові досягнення, багаторічну сумлінну працю | 22 січня 2013     | [ 22 ] |
| 28    |      | Варфоломій I                                   | Туреччина   | Вселенський Патріарх                                                                                    | За визначну церковну діяльність, спрямовану на піднесення авторитету православ'я у світі, та з нагоди відзначення в Україні 1025-річчя хрещення Київської Русі                 | 27 липня 2013     | [ 23 ] |
| 29    |      | Його Високоповажність Алієв Ільхам Гейдар огли | Азербайджан | Президент Азербайджанської Республіки                                                                   | За визначні особисті заслуги у зміцненні українсько-азербайджанських міждержавних відносин                                                                                     | 18 листопада 2013 | [ 24 ] |

## 2014
| № п/п | Фото | Особа                    | Країна  | Рід діяльності/посада                              | Підстава | Дата          | Указ   |
| ----- | ---- | ------------------------ | ------- | -------------------------------------------------- | --- | ------------- | ------ |
| 30    |      | Кравчук Леонід Макарович | Україна | Президент України у 1991—1994 роках, Герой України | За визначний особистий внесок у розбудову Української держави, багаторічну плідну громадсько-політичну діяльність                                                                                                | 10 січня 2014 | [ 25 ] |
| 31    |      | Расмуссен Андерс Фог     | Данія   | Генеральний секретар НАТО                          | За значний особистий внесок у розвиток співробітництва між Українською державою та Північноатлантичним альянсом, вагому підтримку у відстоюванні суверенітету, незалежності та територіальної цілісності України | 7 серпня 2014 | [ 26 ] |

## 2015
| № п/п | Фото | Особа                             | Країна     | Рід діяльності/посада                                          | Підстава | Дата              | Указ   |
| ----- | ---- | --------------------------------- | ---------- | -------------------------------------------------------------- | --- | ----------------- | ------ |
| 32    |      | Павличко Дмитро Васильович        | Україна    | письменник, м. Київ                                            | За значний особистий внесок у державне будівництво, соціально-економічний, науково-технічний, культурно-освітній розвиток Української держави, багаторічну сумлінну працю та високий професіоналізм                                                        | 22 січня 2015     | [ 27 ] |
| 33    |      | Нємцов Борис Юхимович (посмертно) | Росія      | російський політик і державний діяч, м. Москва                 | За видатні особисті заслуги у розвитку демократії, відстоюванні конституційних прав та свобод людини і громадянина, самовіддану громадсько-політичну діяльність                                                                                            | 2 березня 2015    | [ 28 ] |
| 34    |      | Симчич Мирослав Васильович        | Україна    | Сотенний УПА                                                   | За значний особистий внесок у державне будівництво, консолідацію українського суспільства, соціально-економічний, науково-технічний, культурно-освітній розвиток України, активну громадську діяльність, вагомі трудові здобутки та високий професіоналізм | 21 серпня 2015    | [ 29 ] |
| 35    |      | Баррозу Жозе Мануел Дурау         | Португалія | Президент Європейської Комісії у 2004—2014 роках               | За вагомий особистий внесок у зміцнення міжнародного авторитету Української держави, популяризацію її історичної спадщини і сучасних надбань та з нагоди 24-ї річниці незалежності України                                                                 | 21 серпня 2015    | [ 30 ] |
| 36    |      | Сорос Джордж                      | США        | Фінансист, меценат, засновник Міжнародного фонду «Відродження» | За значні особисті заслуги у зміцненні міжнародного авторитету Української держави, вагомий внесок у впровадження соціально-економічних реформ, багаторічну плідну благодійницьку діяльність                                                               | 12 листопада 2015 | [ 31 ] |
| 37    |      | Коваль Омелян Васильович          | Україна    | Учасник національно-визвольного руху, м. Львів                 | За значний особистий внесок у державне будівництво, соціально-економічний, науково-технічний, культурно-освітній розвиток Української держави, вагомі трудові досягнення, багаторічну сумлінну працю                                                       | 1 грудня 2015     | [ 32 ] |

## 2016
| № п/п | Фото | Особа                                      | Країна   | Рід діяльності/посада | Підстава | Дата             | Указ   |
| ----- | ---- | ------------------------------------------ | -------- | --- | --- | ---------------- | ------ |
| 38    |      | Вакарчук Святослав Іванович                | Україна  | Музикант, вокаліст, композитор, громадський діяч                                                                                                  | За значний особистий внесок у державне будівництво, соціально-економічний, науково-технічний, культурно-освітній розвиток Української держави, справу консолідації українського суспільства, багаторічну сумлінну працю | 22 січня 2016    | [ 33 ] |
| 39    |      | Марчук Іван Степанович                     | Україна  | Художник-живописець, м. Київ | За значний особистий внесок у державне будівництво, соціально-економічний, науково-технічний, культурно-освітній розвиток України, вагомі трудові здобутки та високий професіоналізм                                    | 25 червня 2016   | [ 34 ] |
| 40    |      | Щербак Юрій Миколайович                    | Україна  | Державний і громадський діяч, поет, публіцист, м. Київ                                                                                            | За значний особистий внесок у державне будівництво, соціально-економічний, науково-технічний, культурно-освітній розвиток України, вагомі трудові здобутки та високий професіоналізм                                    | 25 червня 2016   | [ 34 ] |
| 41    |      | Александров Ігор Олександрович (посмертно) | Україна  | Український тележурналіст, Донецька область | За значний особистий внесок у державне будівництво, соціально-економічний, науково-технічний, культурно-освітній розвиток України, вагомі трудові здобутки та високий професіоналізм                                    | 22 серпня 2016   | [ 35 ] |
| 42    |      | Кукса Віктор Іванович                      | Україна  | Учасник національно-визвольного руху, член громадської організації «За реабілітацію „Першотравневої двійки“», м. Київ                             | За значний особистий внесок у державне будівництво, соціально-економічний, науково-технічний, культурно-освітній розвиток України, вагомі трудові здобутки та високий професіоналізм                                    | 22 серпня 2016   | [ 35 ] |
| 43    |      | Стеблюк Всеволод Володимирович             | Україна  | Учасник антитерористичної операції, член Київської крайової організації Всеукраїнського лікарського товариства                                    | За значний особистий внесок у державне будівництво, соціально-економічний, науково-технічний, культурно-освітній розвиток України, вагомі трудові здобутки та високий професіоналізм                                    | 22 серпня 2016   | [ 35 ] |
| 44    |      | Гарпер Стівен                              | Канада   | Депутат Парламенту Канади, Прем'єр-міністр Канади у 2006—2015 роках                                                                               | За вагомий особистий внесок у зміцнення міжнародного авторитету Української держави, популяризацію її історичної спадщини і сучасних надбань та з нагоди 25-ї річниці незалежності України                              | 22 серпня 2016   | [ 36 ] |
| 45    |      | Лугар Річард Грін                          | США      | Сенатор Сполучених Штатів Америки від штату Індіана                                                                                               | За вагомий особистий внесок у зміцнення міжнародного авторитету Української держави, популяризацію її історичної спадщини і сучасних надбань та з нагоди 25-ї річниці незалежності України                              | 22 серпня 2016   | [ 36 ] |
| 46    |      | Маккейн Джон                               | США      | Сенатор Сполучених Штатів Америки від штату Аризона                                                                                               | За вагомий особистий внесок у зміцнення міжнародного авторитету Української держави, популяризацію її історичної спадщини і сучасних надбань та з нагоди 25-ї річниці незалежності України                              | 22 серпня 2016   | [ 36 ] |
| 47    |      | Гаврилишин Богдан Дмитрович                | Канада   | Почесний консул України в Женеві, іноземний член Національної академії наук України, громадянин Канади                                            | За визначний особистий внесок у піднесення міжнародного авторитету Української держави, багаторічну плідну наукову та благодійницьку діяльність                                                                         | 21 жовтня 2016   | [ 37 ] |
| 48    |      | Його Високоповажність Пахор Борут          | Словенія | Президент Республіки Словенія | За визначний особистий внесок у розвиток українсько-словенських міждержавних відносин | 3 листопада 2016 | [ 38 ] |
| 49    |      | Лук'яненко Левко Григорович                | Україна  | Народний депутат I, II, IV і V скликань Верховної Ради України                                                                                    | За значний особистий внесок у державне будівництво, соціально-економічний, науково-технічний, культурно-освітній розвиток Української держави, вагомі трудові досягнення, багаторічну сумлінну працю                    | 1 грудня 2016    | [ 39 ] |
| 50    |      | Юхновський Ігор Рафаїлович                 | Україна  | Народний депутат I—IV скликань Верховної Ради України, почесний директор Інституту фізики конденсованих систем Національної академії наук України | За значний особистий внесок у державне будівництво, соціально-економічний, науково-технічний, культурно-освітній розвиток Української держави, вагомі трудові досягнення, багаторічну сумлінну працю                    | 1 грудня 2016    | [ 39 ] |

## 2017
| № п/п | Фото | Особа                            | Країна    | Рід діяльності/посада | Підстава | Дата           | Указ   |
| ----- | ---- | -------------------------------- | --------- | --- | --- | -------------- | ------ |
| 51    |      | Колінець Володимир Володимирович | Україна   | Громадсько-політичний діяч, член Тернопільської міської громадської організації «Інститут національного відродження імені Ігоря Герети»                | За значний особистий внесок у державне будівництво, соціально-економічний, науково-технічний, культурно-освітній розвиток Української держави, справу консолідації українського суспільства, багаторічну сумлінну працю | 21 січня 2017  | [ 40 ] |
| 52    |      | Чубаров Рефат Абдурахманович     | Україна   | Народний депутат України, голова Меджлісу кримськотатарського народу                                                                                   | За значний особистий внесок у державне будівництво, соціально-економічний, науково-технічний, культурно-освітній розвиток Української держави, справу консолідації українського суспільства, багаторічну сумлінну працю | 21 січня 2017  | [ 40 ] |
| 53    |      | Байден Джозеф                    | США       | Віце-президент Сполучених Штатів Америки у 2009—2017 роках                                                                                             | За вагомий особистий внесок у зміцнення міжнародного авторитету Української держави, популяризацію її історичної спадщини і сучасних надбань                                                                            | 23 серпня 2017 | [ 41 ] |
| 54    |      | Ґаук Йоахим Вільгельм            | Німеччина | Федеральний президент Федеративної Республіки Німеччина у 2012—2017 роках                                                                              | За вагомий особистий внесок у зміцнення міжнародного авторитету Української держави, популяризацію її історичної спадщини і сучасних надбань                                                                            | 23 серпня 2017 | [ 41 ] |
| 55    |      | Олланд Франсуа                   | Франція   | Президент Французької Республіки у 2012—2017 роках | За вагомий особистий внесок у зміцнення міжнародного авторитету Української держави, популяризацію її історичної спадщини і сучасних надбань                                                                            | 23 серпня 2017 | [ 41 ] |
| 56    |      | Кличко Володимир Володимирович   | Україна   | Чемпіон Олімпійських ігор з боксу 1996 року, чемпіон світу з професійного боксу у 2000—2003 та 2006—2015 роках                                         | За значний особистий внесок у державне будівництво, соціально-економічний, науково-технічний, культурно-освітній розвиток України, вагомі трудові здобутки та високий професіоналізм                                    | 24 серпня 2017 | [ 42 ] |
| 57    |      | Ландсбергіс Вітаутас             | Литва     | Перший керівник відновлюваної Верховної Ради (Сеймасу) Литовської Республіки у 1990—1992 роках, Спікер Сеймасу Литовської Республіки y 1996—2000 роках | За визначний особистий внесок у розвиток українсько-литовських міждержавних відносин | 6 грудня 2017  | [ 43 ] |

## 2018
| № п/п | Фото | Особа                                      | Країна  | Рід діяльності/посада | Підстава | Дата           | Указ   |
| ----- | ---- | ------------------------------------------ | ------- | --- | --- | -------------- | ------ |
| 58    |      | Бистрицький Євген Костянтинович            | Україна | Виконавчий директор Міжнародного фонду «Відродження», м. Київ                                                                          | За значний особистий внесок у державне будівництво, соціально-економічний, науково-технічний, культурно-освітній розвиток Української держави, вагомі трудові досягнення, багаторічну сумлінну працю                                                     | 20 січня 2018  | [ 44 ] |
| 59    |      | Попович Мирослав Володимирович (посмертно) | Україна | Директор Інституту філософії імені Г. С. Сковороди Національної академії наук України у 2001—2018 роках, громадський і політичний діяч | За визначні особисті заслуги в утвердженні суверенітету та незалежності України, консолідації українського суспільства і розвитку демократії, багаторічну плідну наукову та громадсько-політичну діяльність                                              | 14 лютого 2018 | [ 45 ] |
| 60    |      | Джемілєв Мустафа                           | Україна | Народний депутат України | За значний особистий внесок у державне будівництво, соціально-економічний, науково-технічний, культурно-освітній розвиток України, вагомі трудові здобутки та високий професіоналізм                                                                     | 23 серпня 2018 | [ 46 ] |
| 61    |      | Комісаренко Сергій Васильович              | Україна | Директор Інституту біохімії імені О. В. Палладіна Національної академії наук України, академік НАН України і НАМН України              | За значний особистий внесок у державне будівництво, соціально-економічний, науково-технічний, культурно-освітній розвиток України, вагомі трудові здобутки та високий професіоналізм                                                                     | 23 серпня 2018 | [ 46 ] |
| 62    |      | Осьмак Кирило Іванович (посмертно)         | Україна | Засновник і член Української Центральної Ради (1917—1918 роки), Президент Української Головної Визвольної Ради (1944 рік)              | За значний особистий внесок у національне відродження та побудову Української держави, активну участь у національно-визвольному русі, багаторічну плідну громадську діяльність та з нагоди 100-річчя проголошення Західноукраїнської Народної Республіки | 31 жовтня 2018 | [ 47 ] |
| 63    |      | Грибаускайте Даля                          | Литва   | Президент Литовської Республіки | За визначний особистий внесок у зміцнення українсько-литовських міждержавних відносин, відстоювання державного суверенітету і територіальної цілісності України                                                                                          | 6 грудня 2018  | [ 48 ] |
| 64    |      | Мовчан Павло Михайлович                    | Україна | Голова Всеукраїнського товариства «Просвіта» імені Тараса Шевченка, м. Київ                                                            | За вагомий особистий внесок у розвиток національної культури і мистецтва, багаторічну просвітницьку діяльність та з нагоди 150-річчя заснування товариства «Просвіта»                                                                                    | 7 грудня 2018  | [ 49 ] |

## 2019
| №  | Нагороджений | Нагороджений                           | Нагороджений | Нагороджений | Підстава | Дата            | Указ   |
| 65 |              | Павленко Ростислав Миколайович         | Україна      | Директор Національного інституту стратегічних досліджень, Радник Президента України                                                       | За значний особистий внесок у державне будівництво, зміцнення національної безпеки, соціально-економічний, науково-технічний, культурно-освітній розвиток Української держави, вагомі трудові досягнення, багаторічну сумлінну працю | 22 січня 2019   | [ 50 ] |
| 66 |              | Петриненко Тарас Гаринальдович         | Україна      | Співак, м. Київ | За значний особистий внесок у державне будівництво, зміцнення національної безпеки, соціально-економічний, науково-технічний, культурно-освітній розвиток Української держави, вагомі трудові досягнення, багаторічну сумлінну працю | 22 січня 2019   | [ 50 ] |
| 67 |              | Клочурак Степан Степанович (посмертно) | Україна      | Видатний державний та громадський діяч, президент Гуцульської Республіки у 1918—1919 роках, міністр Уряду Карпатської України у 1939 році | За визначний особистий внесок у відродження української державності, самовіддане служіння Українському народові | 14 березня 2019 | [ 51 ] |

## 2020
| №  | Нагороджений | Нагороджений                              | Нагороджений | Нагороджений                                                             | Підстава | Дата          | Указ   |
| 68 |              | Матвієнко Анатолій Сергійович (посмертно) | Україна      | Народний депутат України I, III—VI, VIII скликань Верховної Ради України | За значний особистий внесок у справу державотворення, побудову незалежності Української держави, активну громадсько-політичну діяльність та з нагоди 30-річчя проголошення Декларації про державний суверенітет України | 16 липня 2020 | [ 52 ] |
| 69 |              | Поровський Микола Іванович                | Україна      | Народний депутат України І, II і IV скликань Верховної Ради України      | За значний особистий внесок у справу державотворення, побудову незалежності Української держави, активну громадсько-політичну діяльність та з нагоди 30-річчя проголошення Декларації про державний суверенітет України | 16 липня 2020 | [ 52 ] |

## 2021
| №  | Нагороджений | Нагороджений                             | Нагороджений | Нагороджений                                                           | Підстава | Дата           | Указ   |
| 70 |              | Мусіяка Віктор Лаврентійович (посмертно) | Україна      | Народний депутат України II та IV скликань Верховної Ради України      | За значний особистий внесок у державне будівництво, зміцнення національної безпеки, соціально-економічний, науково-технічний, культурно-освітній розвиток Української держави, вагомі трудові досягнення, багаторічну сумлінну працю та з нагоди 25-ї річниці прийняття Конституції України | 28 червня 2021 | [ 53 ] |
| 71 |              | Сирота Михайло Дмитрович (посмертно)     | Україна      | Народний депутат України II, III та VI скликань Верховної Ради України | За значний особистий внесок у державне будівництво, зміцнення національної безпеки, соціально-економічний, науково-технічний, культурно-освітній розвиток Української держави, вагомі трудові досягнення, багаторічну сумлінну працю та з нагоди 25-ї річниці прийняття Конституції України | 28 червня 2021 | [ 53 ] |
| 72 |              | Ангела Меркель                           | Німеччина    | Федеральний канцлер Німеччини                                          | За визначні особисті заслуги у зміцненні українсько-німецького міждержавного співробітництва, підтримку державного суверенітету та територіальної цілісності України | 22 серпня 2021 | [ 54 ] |
| 73 |              | Бубка Сергій Назарович                   | Україна      | Президент Національного олімпійського комітету України                 | За значний особистий внесок у державне будівництво, зміцнення обороноздатності, соціально-економічний, науково-технічний, культурно-освітній розвиток Української держави, вагомі трудові досягнення, багаторічну сумлінну працю та з нагоди 30-ї річниці незалежності України              | 23 серпня 2021 | [ 55 ] |
| 74 |              | Марчук Євген Кирилович (посмертно)       | Україна      | Громадсько-політичний діяч                                             | За значний особистий внесок у державне будівництво, зміцнення обороноздатності, соціально-економічний, науково-технічний, культурно-освітній розвиток Української держави, вагомі трудові досягнення, багаторічну сумлінну працю та з нагоди 30-ї річниці незалежності України              | 23 серпня 2021 | [ 55 ] |

## 2022
| №  | Нагороджений | Нагороджений  | Нагороджений    | Нагороджений                                                                  | Підстава | Дата           | Указ   |
| 75 |              | Борис Джонсон | Велика Британія | Прем'єр-міністр Сполученого Королівства Великої Британії і Північної Ірландії | За визначні особисті заслуги у зміцненні українсько-британського міждержавного співробітництва, підтримку державного суверенітету та територіальної цілісності України | 23 серпня 2022 | [ 56 ] |

## 2024
| №  | Нагороджений | Нагороджений                 | Нагороджений    | Нагороджений                                                                  | Підстава | Дата           | Указ   |
| 76 |              | Ріші Сунак                   | Велика Британія | Прем'єр-міністр Сполученого Королівства Великої Британії і Північної Ірландії | За визначні особисті заслуги у зміцненні українсько-британського міждержавного співробітництва, підтримку державного суверенітету та територіальної цілісності України              | 12 січня 2024  | [ 57 ] |
| 77 |              | Хав'єр Мілей                 | Аргентина       | Президент Аргентини                                                           | За визначні особисті заслуги у зміцненні украінсько-аргентинського міждержавного співробітництва, підтримку державного суверенітету та територіальної цілісності України            | 9 червня 2024  | [ 58 ] |
| 78 |              | Метте Фредеріксен            | Данія           | Прем'єр-міністр Данії                                                         | За визначні особисті заслуги у зміцненні українсько-данського міждержавного співробітництва, підтримку державного суверенітету та територіальної цілісності України                 | 10 червня 2024 | [ 59 ] |
| 79 |              | Джорджа Мелоні               | Італія          | Голова Ради міністрів Італійської Республіки                                  | За визначні особисті заслуги у зміцненні українсько-італійського міждержавного співробітництва, підтримку державного суверенітету та територіальної цілісності України              | 5 липня 2024   | [ 60 ] |
| 80 |              | Джастін Трюдо                | Канада          | Прем'єр-міністр Канади                                                        | За визначні особисті заслуги у зміцненні українсько-канадського міждержавного співробітництва, підтримку державного суверенітету та територіальної цілісності України               | 23 серпня 2024 | [ 61 ] |
| 81 |              | Усик Олександр Олександрович | Україна         | Абсолютний чемпіон світу з боксу у надважкій категорії                        | За видатні заслуги в утвердженні незалежності України і консолідації суспільства, вагомий внесок у зміцнення авторитету Української держави у світі та визначні досягнення у спорті | 23 серпня 2024 | [ 62 ] |
| 82 |              | Харлан Ольга Геннадіївна     | Україна         | Багаторазова чемпіонка та призерка Олімпійських ігор з фехтування на шаблях   | За видатні заслуги в утвердженні незалежності України і консолідації суспільства, вагомий внесок у зміцнення авторитету Української держави у світі та визначні досягнення у спорті | 23 серпня 2024 | [ 63 ] |

## 2025
| №  | Нагороджений | Нагороджений                              | Нагороджений | Нагороджений                                                                                              | Підстава | Дата           | Указ   |
| 83 |              | Анджей Дуда                               | Польща       | Президент Республіки Польща                                                                               | За визначні особисті заслуги у зміцненні українсько-польського міжнародного співробітництва, підтримку державного суверенітету та територіальної цілісності України | 28 червня 2025 | [ 64 ] |
| 84 |              | Оганнісян Тігран Григорович (посмертно)   | Україна      | Учень Бердянської загальноосвітньої школи І-ІІІ ступенів № 7 Бердянської міської ради Запорізької області | За громадянську мужність, патріотизм, самовіддане відстоювання суверенітету та незалежності Української держави, конституційних прав і свобод людини                | 19 липня 2025  | [ 65 ] |
| 85 |              | Ханганов Микита Сергійович (посмертно)    | Україна      | Учень Бердянської загальноосвітньої школи № 1, Запорізька область.                                        | За громадянську мужність, патріотизм, самовіддане відстоювання суверенітету та незалежності Української держави, конституційних прав і свобод людини                | 19 липня 2025  | [ 65 ] |
| 86 |              | Рощина Вікторія Володимирівна (посмертно) | Україна      | Правозахисниця, тележурналістка, військова кореспондентка                                                 | За громадянську мужність, патріотизм, самовіддане відстоювання суверенітету та незалежності Української держави, конституційних прав і свобод людини                | 1 серпня 2025  | [ 66 ] |